# Bahnstrecke Gulbene–Alūksne
| Ende der Schmalspurstrecke in Alūksne |                     |                                              |                                              |
| Streckenverlauf (Karte von 1940) |                     |                                              |                                              |
| Streckennummer: | 32                  |                                              |                                              |
| Streckenlänge: | früher 33 km        |                                              |                                              |
| Spurweite: | 750 mm (Schmalspur) |                                              |                                              |
| Streckengeschwindigkeit: | 25 km/h             |                                              |                                              |
| |                     |                                              |                                              |
| \| \| \| von Melturi \| \| \| \| 0,0 \| Gulbene (Schwanenburg) Übergang von Pļaviņas \| Gulbene (Schwanenburg) Übergang von Pļaviņas \| \| \| \| nach Pytalowo (Russland) \| \| \| \| 3,2 \| Birze \| Birze \| \| \| 5,3 \| Pūriņi \| Pūriņi \| \| \| 9,8 \| Stāmeriene (bis 1927 Stāmere, früher Bhf.) \| Stāmeriene (bis 1927 Stāmere, früher Bhf.) \| \| \| 13,8 \| Kalniena (bis 1927 Kalnamuiža) \| Kalniena (bis 1927 Kalnamuiža) \| \| \| 20,4 \| Dunduri (bis 1927 Annasmuižas, danach Anna) \| Dunduri (bis 1927 Annasmuižas, danach Anna) \| \| \| 22,4 \| Paparde \| Paparde \| \| \| 24,0 \| Umernieki (seit 1928) \| Umernieki (seit 1928) \| \| \| 27,4 \| Vējiņi \| Vējiņi \| \| \| 32,8 \| Alūksne (Marienburg) \| Alūksne (Marienburg) \| \| \| \| nach Valka (Walk) über Estland \| \| \| \| \| \| \| \| Quellen: [1][2] \| \| \| \| |                     |                                              |                                              |
| Strecke (außer Betrieb) |                     | von Melturi                                  | von Melturi                                  |
| Kopfbahnhof Strecke bis hier außer Betrieb | 0,0                 | Gulbene (Schwanenburg) Übergang von Pļaviņas | Gulbene (Schwanenburg) Übergang von Pļaviņas |
| Abzweig geradeaus und ehemals nach rechts |                     | nach Pytalowo (Russland)                     | nach Pytalowo (Russland)                     |
| Haltepunkt / Haltestelle | 3,2                 | Birze                                        | Birze                                        |
| Haltepunkt / Haltestelle | 5,3                 | Pūriņi                                       | Pūriņi                                       |
| Haltepunkt / Haltestelle | 9,8                 | Stāmeriene (bis 1927 Stāmere, früher Bhf.)   | Stāmeriene (bis 1927 Stāmere, früher Bhf.)   |
| Bahnhof | 13,8                | Kalniena (bis 1927 Kalnamuiža)               | Kalniena (bis 1927 Kalnamuiža)               |
| Haltepunkt / Haltestelle | 20,4                | Dunduri (bis 1927 Annasmuižas, danach Anna)  | Dunduri (bis 1927 Annasmuižas, danach Anna)  |
| Haltepunkt / Haltestelle | 22,4                | Paparde                                      | Paparde                                      |
| Haltepunkt / Haltestelle | 24,0                | Umernieki (seit 1928)                        | Umernieki (seit 1928)                        |
| Haltepunkt / Haltestelle | 27,4                | Vējiņi                                       | Vējiņi                                       |
| Kopfbahnhof Strecke ab hier außer Betrieb | 32,8                | Alūksne (Marienburg)                         | Alūksne (Marienburg)                         |
| Strecke (außer Betrieb) |                     | nach Valka (Walk) über Estland               | nach Valka (Walk) über Estland               |
| |                     |                                              |                                              |
| Quellen: |                     |                                              |                                              |

Die Bahnstrecke Gulbene–Alūksne ist eine Schmalspurbahn in Lettland, die mit einer Spurweite von 750 mm die livländischen Kreisstädte Gulbene und Alūksne verbindet.

## Streckenverlauf
Die 33 km lange Strecke beginnt am Hauptbahnhof von Gulbene (Alt Schwanenburg) und führt eingleisig ins nördlich gelegene Alūksne (Marienburg). Diese Strecke ist der verbliebene Restabschnitt der 1903 in Betrieb gegangenen ehemals von Pļaviņas (damals Stukmaņi, deutsch: Stockmannshof), heute über Valka bis Mõisaküla verlaufenden Gesamtstrecke. Innerhalb des Bahnhofs von Gulbene kreuzt das Gleis der Schmalspurbahn das Breitspurgleis oder ist mit ihm kombiniert.
Nachdem die Fahrt über manuell zu stellende Weichen führt, geht es nach Verlassen des Bahnhofs auf eigenem Gleis in Richtung Nordosten. Die Strecke führt vorbei an weiten Wiesen und Feldern, die sich mit sumpfigen, ursprünglich belassenen Wäldern abwechseln, „hinunter“ bis zum nächsten Bahnhof in Stāmeriene. Von dort fährt die Bahn durch feuchte und sumpfige Waldgebiete „hinauf“ nach Kalniena. Hier gibt es ein Ausweichgleis. Die Strecke verläuft anschließend weiter in nordnordöstlicher Richtung über Umernieki zum im Süden der Stadt Alūksne gelegenen Endbahnhof.
Die Bahnstrecke ist insgesamt 10 km kürzer als die entsprechende Straßenverbindung, jedoch dauert die Fahrt von Gulbene nach Alūksne 90 Minuten. In der Rückrichtung braucht die Bahn, da es hierbei „bergab“ geht, nur 85 Minuten. Dies ist gegenüber dem Fahrplan von 1924, als die Bahn noch 110 Minuten für diese Strecke benötigte, etwas schneller. Die Streckengeschwindigkeit ist durchgehend auf 25 km/h beschränkt.

## SIA „Gulbenes–Alūksnes bānītis“

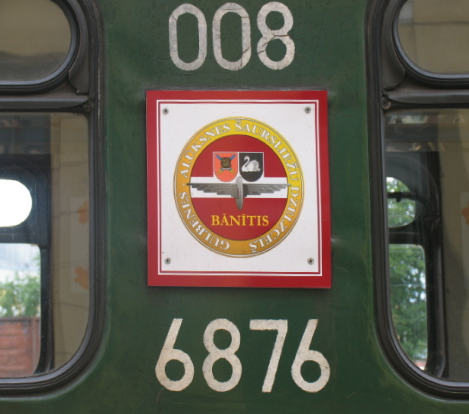
Firmenlogo am Personenwagen

Die SIA „Gulbenes–Alūksnes bānītis“ ist eine am 3. Januar 2002 gegründete Gesellschaft unter Beteiligung der Lettischen Eisenbahn, der Städte Gulbene und Alūksne, der Gemeinde Stāmeriene und weiterer Privatpersonen zum Betrieb der letzten verbliebenen Schmalspurbahn Lettlands. Der Name der Bahngesellschaft wird als Bezeichnung für die Schmalspurbahn verwendet. Die lettische Bezeichnung „Bānītis“ wurde dem deutschen Wort „Bahn“ entliehen und mit der lettischen Verkleinerungsform versehen. Es entspricht also etwa der schwäbischen Bezeichnung „Bähnle“.
Die jetzt betriebene Reststrecke der Schmalspurbahn wurde 1998 als Nationales Kulturerbe Lettlands eingestuft.
Der Erhalt, die Restaurierung und die Öffentlichkeitsarbeit der letzten verbliebenen Schmalspurbahn Lettlands wird vom Programm der Europäischen Union „Culture 2000“ unterstützt. Die Mitarbeiter restaurieren alte Schmalspurwagen und -lokomotiven, welche bei Ausstellungen oder für die Museumszüge zum Einsatz kommen. Das Streckennetz und die historischen Bahnanlagen werden ebenfalls als Kulturerbe gepflegt und erhalten.
Der reguläre Betrieb wurde am 1. Februar 2010 stark eingeschränkt. Die Bahn fährt täglich zwei Zugpaare mit Dieselbetrieb zwischen Gulbene und Alūksne. Ein Zugpaar wird an besonderen Tagen mit einer Dampflokomotive befördert. Zusätzlich finden Sonderfahrten und Veranstaltungen für Eisenbahnfreunde statt.
Da in Gulbene sowohl Schmal- als auch Breitspuranlagen vorhanden sind, werden diese mit gepflegt. So ist einer der letzten in Lettland erhaltenen Ringlokschuppen mit der zugehörigen Drehscheibe bei Bahnfesten geöffnet. Die Gesellschaft ist Mitglied der Europäische Föderation der Museums- und Touristikbahnen – FEDECRAIL.

## Geschichte

### Streckenbau
Mit Beginn der 1890er Jahre wurde der Plan zum Bau einer Eisenbahnstrecke als Schmalspurbahnverbindung (750 mm) in Livland vom südlich an der Düna/Daugava gelegenen Stockmannshof (lett. Stukmaņi, heute Pļaviņas) über Alt-Schwanenburg und Marienburg bis zum nördlich gelegenen Ort Walk entwickelt. Für den Bau der Strecke wurde die Gesellschaft der Livländischen Zufuhrbahnen in Riga gegründet. Maßgeblicher Gesellschafter war die Continentale Eisenbahn-Bau- und Betriebs-Gesellschaft aus Berlin. Der Bau der Strecke begann am 15. März 1899 durch die Livländische Fahrwegegesellschaft. Ab Juli 1903 war der fahrplanmäßige Verkehr auf der ganzen Strecke möglich. Am 15. August 1903 erfolgte die offizielle Inbetriebnahme der gesamten Bahnlinie.
In den Jahren des Ersten Weltkriegs wurde der Abschnitt Stockmannshof–Alt-Schwanenburg durch die russische Armee auf 1524 mm Spurweite umgebaut.

### Nutzung

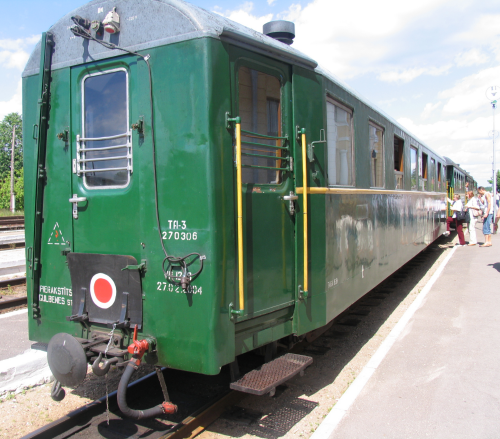
Personenzug in Gulbene

Der Gütertransport nahm die erste Stelle ein. Wichtigstes Transportgut war Holz, welches ins Zellulosewerk nach Pärnu transportiert wurde. Personentransporte fanden bereits nach Fahrplan statt, sie mussten sich jedoch den Interessen und Bedürfnissen des Güterverkehrs unterordnen.
Das Verkehrsaufkommen war zunächst sehr gering: 1904 wurden 102.688 Personen und 89.930 t Güter befördert. Es verkehrten täglich zwei Zugpaare über die ganze Strecke. Von Annahof wurde eine 25,6 km lange Waldbahn eröffnet, die Verkehrssteigerungen mit sich brachte. Bis 1914 wurden weiterhin Gütertransporte durchgeführt. Insgesamt erwies sich die Strecke für die Betreibergesellschaft allerdings als unrentabel. Während des Ersten Weltkriegs erfolgte eine vorwiegend militärische Nutzung durch die russische Armee. Der Krieg und der Kampf um die nationale Unabhängigkeit Lettlands zerstörten große Teile der verbliebenen Schmalspurstrecke Alt-Schwanenburg–Marienhof–Walk.
Nach der Erlangung der Unabhängigkeit Lettlands 1918 ging die Strecke in lettisches Staatseigentum über. 1919 wurde die Strecke von der estnischen Armee als Truppentransportmittel im Krieg gegen Sowjetrussland (1918–1920) genutzt. Damals kämpften Esten gemeinsam mit den aus Deutsch-Balten bestehenden „Baltenregiments“ entlang der Grenze zu Russland auch auf lettischem Territorium. Während des Zweiten Weltkriegs wurde die Strecke Gulbene (früher: Alt-Schwanenburg)–Valka (früher: Walk) stark zerstört. Nach dem Ende des Krieges, als Lettland bereits eine der Sowjetrepubliken geworden war, nahm in Gulbene eine Reparaturwerkstatt für Schmalspurlokomotiven den Betrieb auf. Schon Ende 1945 war der Streckenabschnitt Gulbene–Ape wieder befahrbar, das Reststück Ape–Walka wurde erst 1958 wieder in Betrieb genommen. Nach dem Zusammenschluss der Eisenbahngesellschaften der drei baltischen Republiken fuhr die Bahn 1963 wieder von Gulbene bis nach Valka.
1970 wurde der Abschnitt Valka–Ape wegen der zunehmenden Verlagerung des Transports auf die Straße geschlossen. 1973 wurde der Abschnitt Ape–Alūksne (früher: Marienburg) stillgelegt und die Bahnanlagen demontiert. Die Reststrecke von Gulbene nach Alūksne diente vor allem dem Transport von Steinkohle für die in Alūksne stationierten Truppen der Sowjetarmee, was wahrscheinlich das Überleben dieses Abschnitts garantierte.
Die Schmalspurstrecke Gulbene–Alūksne erhielt 1984 die Anerkennung als technisches Denkmal. Am 12. März 1987 wurde der Personentransport wegen technischer Mängel eingestellt. Dies führte zu Protesten seitens der Stadtverwaltungen und der Gesellschaften für Denkmalschutz. Ende 1987 konnte der Personentransport wieder aufgenommen werden, nachdem neue Reisezugwagen angeschafft worden waren. 1992 wurde der Gütertransport, welcher nunmehr über die Straße erfolgt, vollkommen eingestellt. Da der ausschließliche Betrieb der Strecke für den Personenverkehr unwirtschaftlich war, lag die Strecke ab 1992 still. Seit dem 3. Januar 2002 ist die SIA „Gulbenes–Alūksnes bānītis“ Betreiber der Schmalspurstrecke. Seitdem wird die Bahn für den Personentransport und für touristische Belange eingesetzt.

### Fahrzeugpark

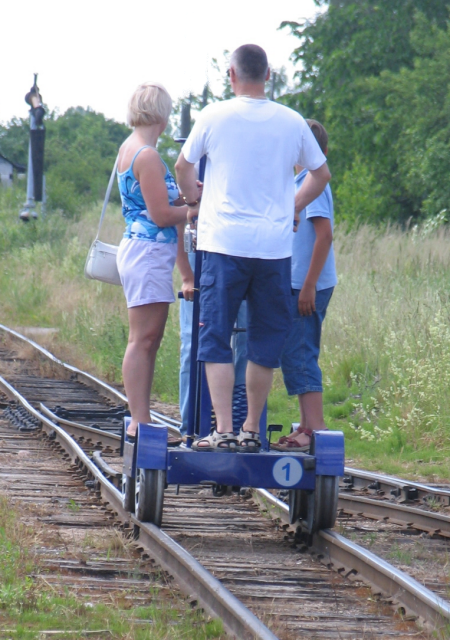
Touristikversion einer Draisine

Ende 1900 und 1901 erwarb die Livländische Fahrwegegesellschaft 14 Dampflokomotiven aus Kolomna (Russland) mit einer Zugkraft von je 3,6 t. 1906 besaß die Livländische Fahrwegegesellschaft bereits 25 Reisezugwagen und 150 Güterwagen. 1921 wurden weitere Tenderlokomotiven in Deutschland bei Orenstein & Koppel bestellt.
Zwei Jahre später, 1923, kamen weitere Lokomotiven von Linke & Hofmann aus Deutschland hinzu. 1924 wurden fünf Lokomotiven aus Russland geliefert. Diese Lieferung basierte noch auf dem lettisch-russischen Friedensvertrag. Nach dem Zweiten Weltkrieg wurde der Lok- und Wagenpark notdürftig repariert und die im Krieg innerhalb der Sowjetunion für Kriegszwecke verteilten Loks und Wagen wieder zusammengeführt. Im Bestand der Schmalspurbahn befindet sich ein Schneepflug mit Holzaufbau, dessen Drehgestelle vermutlich aus der Zeit von 1920 bis 1930 stammen. Dieser Schneepflug wird im Winter von einer Diesellok geschoben. Der Führerstand des Schneepflugs ist hierbei von Bahnmitarbeitern besetzt, die den Pflug vor Hindernissen (z. B. Weichenstellhebeln) hochziehen und dahinter wieder absenken müssen.
1949 wurden aus Weimar offene Güterwagen bezogen. 1950 gelangten als Reparationsleistung vom Lokomotivbau Karl Marx Babelsberg gefertigte Lokomotiven der Baureihe ГР auf die Strecke. Die Lok 319 dieser Bauart ist 2022 betriebsfähig vorhanden. Die erste Diesellokomotive der Serie ТУ2 konnte ab 1958 eingesetzt werden. Zur Aufrechterhaltung des Reisezugbetriebes wurden 1987 neue Reisezugwagen und 1988 neue Lokomotiven des Typs ТУ7A der Maschinenfabrik Kambarka (Камбарский машиностроительный завод) (Russland) erworben. Nachdem die Pioniereisenbahn in Riga geschlossen worden war, kamen 1997 zwei Lokomotiven des Typs ТУ2 und Reisezugwagen aus polnischer Produktion nach Gulbene, wo sie untergestellt wurden.
Am 17. Juni 2005 wurde eine vom Eisenbahnmuseum Estlands zur Restauration erhaltene Schlepptenderlokomotive des Typs КЧ4-332 in Betrieb genommen. Diese Lok wurde von Škoda in Plzeň/Tschechoslowakei hergestellt. 2006 fand die erste Geburtstagsfeier für die auf den Namen „Marisa“ getaufte Lok in Gulbene statt.
Seit 2006 wird für Touristen eine mit Schutzblechen ausgestattete Draisine eingesetzt.

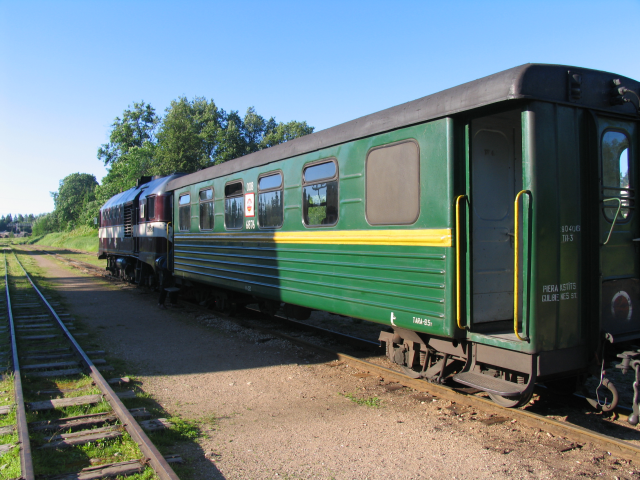
Diesellok ТУ2 mit Personenwagen in Alūksne
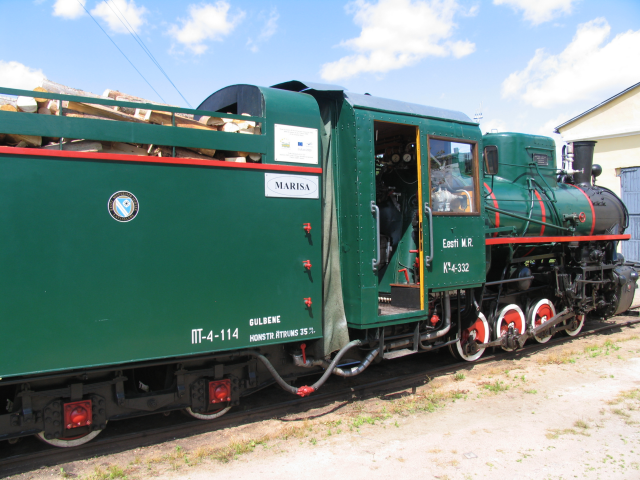
Dampflok „Marisa“ in Gulbene
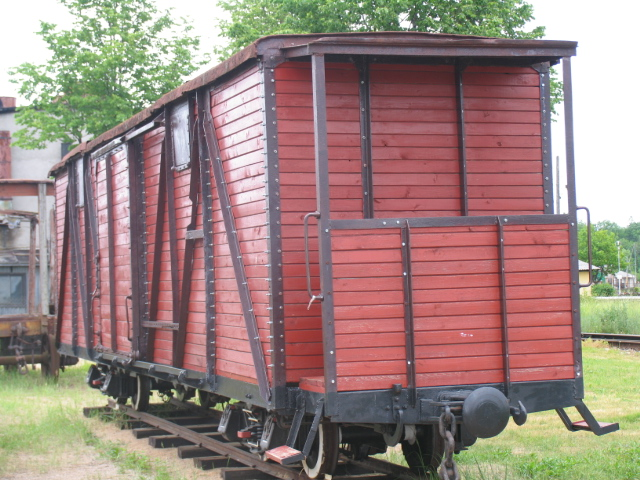
Schmalspurgüterwagen in Gulbene
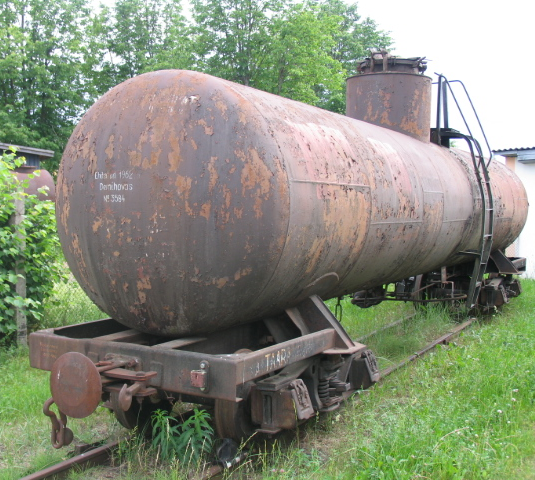
Kesselwagen vor der Restauration
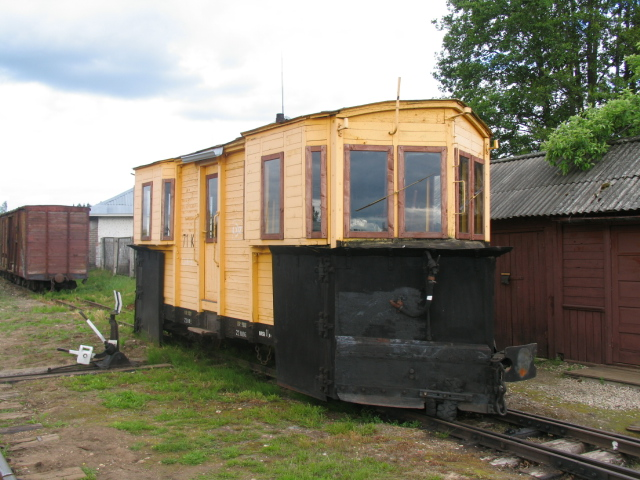
Schneepflug mit Holzaufbau
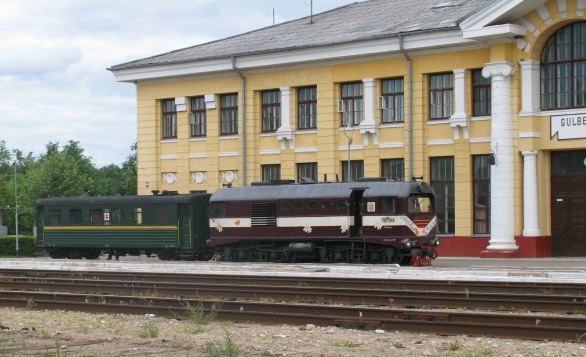
Aus Alūksne eingefahrener Zug in Gulbene

### Gebäude
Während des Ersten Weltkriegs wurde die Verbindung von Gulbene bis Pļaviņas 1916 auf Breitspur (1524 mm) umgestellt und die Eisenbahnlinie Ieriķi–Abrene eröffnet. Gulbene entwickelte sich hierdurch zu einem bedeutenden Verkehrsknotenpunkt der Region. Unter anderem befindet sich hier einer der drei in Lettland existierenden Ringlokschuppen mit Drehscheibe.
1926 wurde das Gulbener Bahnhofsgebäude nach Plänen des Architekten Pēteris Feders (1868–1936) für die Breitspur errichtet. Die Schmalspurstrecke verlief zu dieser Zeit noch vom alten Bahnhof weiter in Richtung Alūksne. Erst 1939 wurden die Gleisanlagen der Schmalspurbahn verlagert und in die Gleise der Breitspurbahn mit eingebunden. Da das gesamte Bahnhofsgelände in Gulbene 1944 durch die sowjetische Luftwaffe bei deren Vorrücken gegen die deutsche Wehrmacht zerstört wurde, war das Bahnhofsgebäude bis auf die Grundmauern abgebrannt. Nach 1945 wurden in der Grundmauer Zeichnungen und Material gefunden, nach denen der Bahnhof von deutschen Kriegsgefangenen nach diesen alten Plänen wiedererrichtet werden konnte. Es gilt nunmehr als eins der schönsten Bahnhofsgebäude Lettlands.
Die anderen Gebäude, wie das Bahndepot, der Ringlokschuppen und die Drehscheibe, wurden nach 1945 wiedererrichtet. Die Bahnhöfe der Strecke Gulbene–Alūksne, welche nach 1945 wiedererbaut wurden, sind als Steinbauwerke, gegebenenfalls mit Holzverkleidungen ausgeführt. Die Haltepunkte bieten jeweils einen Holzunterstand mit Sitzbank. Am Bahnhof Umernieki, der seit 1928 besteht und seit 1938 ein Bahnhofsgebäude hat, hält die Schmalspurbahn quer über der Straße. Der Straßenverkehr muss warten, bis der Zug weitergefahren ist. Fußgänger können von beiden Seiten des Zuges zu- und aussteigen.

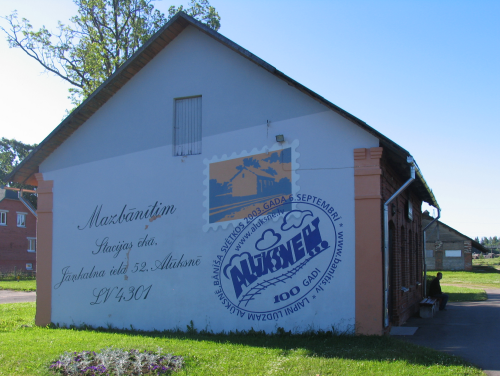
Bahnhofsgebäude von Alūksne
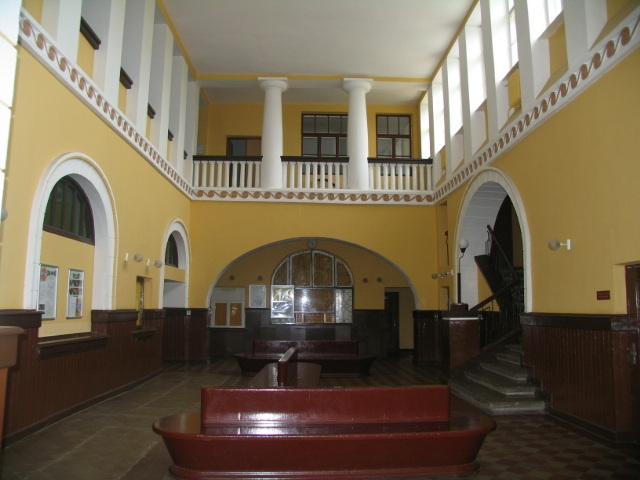
Innenansicht des Gulbener Bahnhofsgebäudes
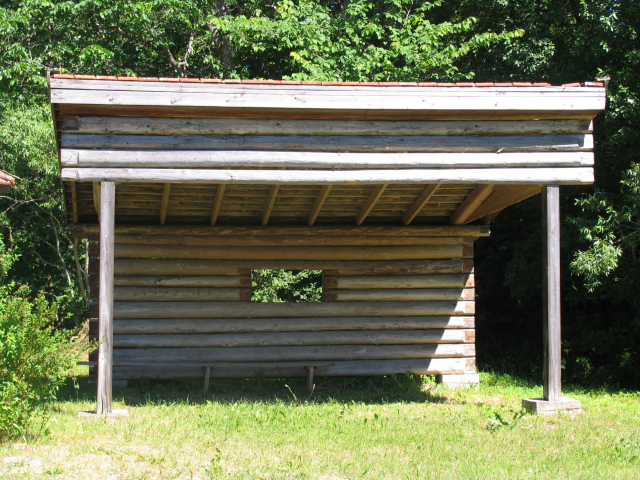
Typischer Holzunterstand eines Haltepunkts
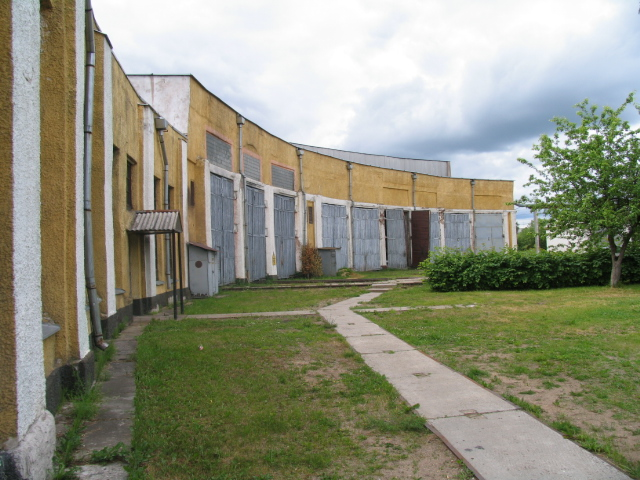
Ringlokschuppen in Gulbene
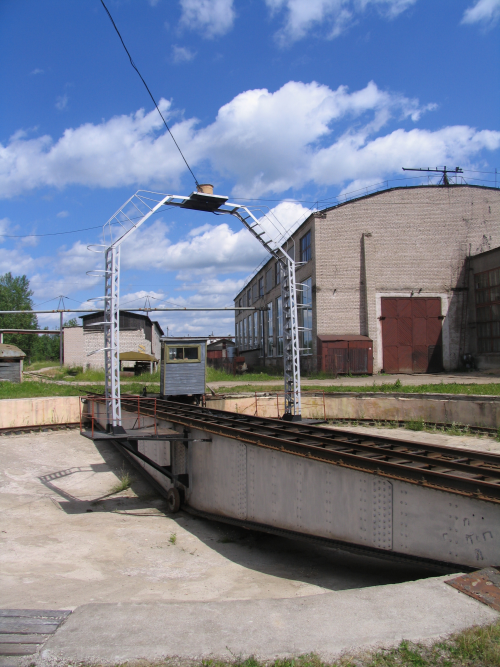
Drehscheibe in Gulbene